# Golden Bomber
Golden Bomber (ゴールデンボンバー, Gōruden Bonbā) abreviado como Kinbaku (金爆), Bomber (ボンバー, Bonbā) ou GB é uma banda japonesa de visual kei e "air rock" formada em 2004. Apesar de não apresentarem sua música por si próprios, eles ganharam popularidade através de suas apresentações teatrais de comédia.

## Carreira

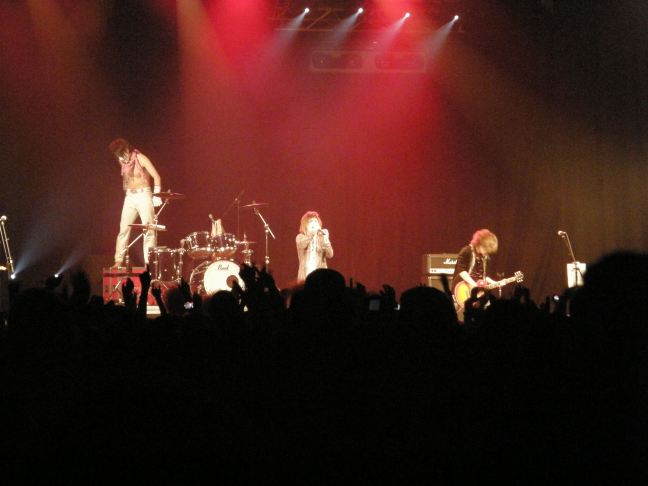
Golden Bomber se apresentando no Japan Expo em 2011

A banda foi inicialmente formada em 2004 pelo vocalista Shō Kiryūin e o guitarrista Yutaka Kyan. Fizeram seu primeiro show em 2005. Em 2008, lançaram cinco singles consecutivos, um por mês, e cada um vendeu mais de 3000 cópias. Em 5 de abril de 2009, o baterista Tenkujyou Dankichi deixou a banda e foi substituído por Darvish Kenji. Neste mesmo ano, embarcaram em uma turnê nacional que os levou a todas as 47 prefeituras do Japão.
No dia 9 de setembro de 2010, a banda pretendia se apresentar na cidade chinesa de Xangai durante o evento Shangai Expo, porém a apresentação foi cancelada. Em 6 de outubro lançaram o single "Mata Kimi ni Bango wo Kikenakatta", que teve a participação de vários músicos convidados como Shuji (Janne Da Arc), Hiroki, Leda (Deluhi), entre outros.A popularidade do Golden Bomber aumentou ao ponto de receberem ofertas de sete grandes gravadoras, porém eles rejeitaram todas. Afirmaram que preferem permanecer uma banda independente "porque queremos continuar fazendo coisas inúteis".
No início de 2012 se apresentaram pela primeira vez no Nippon Budokan, nos dias 14 e 15 janeiro. Também se apresentaram no evento VRock Festival '11. Em 11 de novembro, o grupo anunciou um hiato devido a necessidade do vocalista Shō tratar problemas na garganta. No dia seguinte, ele comunicou que a notícia de hiato foi um equívoco e conseguiria continuar cantando normalmente, apenas o alcance soprano de sua voz foi afetado. Em 2013, eles apareceram em  comerciais da empresa de telecomunicações Softbank e no ano seguinte em um comercial da franquia Mr. Donut.
Alcançaram o topo das paradas da Oricon com o álbum No Music No Weapon (ノーミュージック・ノーウエポン), que foi lançado em 17 de junho de 2015 e vendeu cerca de 48 mil cópias na primeira semana. O videoclipe de "Yokubou no Uta" parodiou bandas conhecidas da cena visual kei, como Malice Mizer, Lareine, X Japan e Dir en Grey.

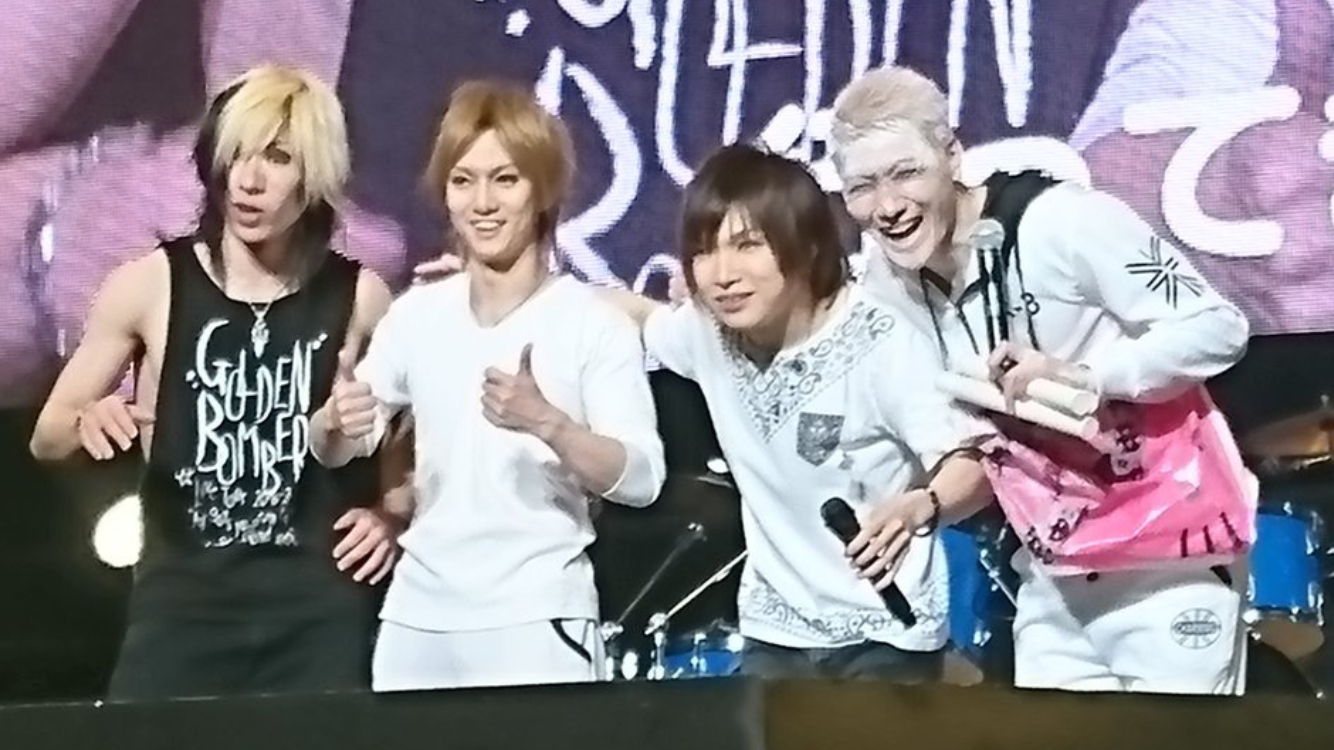
Golden Bomber no Saitama Super Arena em 2017

Em 2016, o grupo foi um dos primeiros participantes anunciados do Visual Japan Summit, um festival organizado pela banda X Japan no Makuhari Messe, de 14 a 16 de outubro de 2016.
Poucas horas após o nome da nova era japonesa ter sido oficialmente anunciado em 2019, o Golden Bomber lançou uma canção acompanhada de um videoclipe intitulada "Reiwa". Lançado em 2021, o anime Visual Prison teve Jun e Kyan como convidados no elenco. Em 2022, após apresentarem um evento de natal ao vivo no YouTube, anunciaram um novo álbum para fevereiro de 2023 intitulado Compact Disc. Pensando que nos dias atuais as pessoas não costumam mais comprar CDs físicos, o vocalista Shō teve a ideia de lançar o álbum em formato de espelho, sacola e bolsa, além do próprio formato em CD. Junto com o anúncio, lançaram dois videoclipes promocionais: "Yeah! Meccha Stress" e "Ningen Da". Uma turnê de março a agosto também foi anunciada.

## Membros
- Shō Kiryūin (鬼龍院 翔, Kiryūin Shō) - vocais
- Yutaka Kyan (喜矢武 豊, Kyan Yutaka) - guitarra
- Jun Utahiroba (歌広場 淳, Utahiroba Jun) - baixo
- Kenji Darvish (樽美酒 研二, Darubisshu Kenji) - bateria

### Ex membros
- Dankichi Tenkūjō (天空城 団吉, Tenkūjō Dankichi) - bateria
- Teppei Chimatsuri (血祭 鉄兵, Chimatsuri Teppei) - bateria
- Riku Toriaezu (鶏和酢 里紅, Toriaezu Riku) - bateria

## Discografia

### Álbuns de estúdio
| Título                                                  | Lançamento             | Posição de pico     | Posição de pico |
| Título                                                  | Lançamento             | Oricon Albums Chart |                 |
| ------------------------------------------------------- | ---------------------- | ------------------- | --------------- |
| Golden Album (ゴールデン・アルバム)                     | 4 de abril de 2012     | 2                   |                 |
| No Music No Weapon (ノーミュージック・ノーウエポン)     | 17 de junho de 2015    | 1                   |                 |
| Kirāchūn shikanē yo (キラーチューンしかねえよ)          | 31 de janeiro de 2018  | 2                   |                 |
| Mō kōhaku ni dashite kurenai (もう紅白に出してくれない) | 28 de dezembro de 2019 | 4                   |                 |
| Compact Disc                                            | 8 de fevereiro de 2023 |                     |                 |